# Библиотека Хуана Альвареса
Библиотека Хуана Альвареса (исп. Biblioteca Argentina Dr. Juan Álvarez) — публичная муниципальная  библиотека в Росарио, Аргентина.
Она является одной из самых известных библиотек в провинции Санта-Фе. Библиотека была открыта в 1912 году после того, как руководить библиотекой стал доктор  Хуан Альварес , который в качестве секретаря муниципалитета Росарио способствовал его строительству в старом дворике Патио дель Меркадо. С 1956 года библиотека носит его имя.
В библиотеке хранится 186 тысяч книг. Она состоит из трёх этажей и включает в себя читальный зал на 190 человек, службу чтения для слепых, а также ксерокопию и бесплатные Интернет-услуги. Также есть детская секция, мультимедийная библиотека, переплётное отделение. Пристройка для газет и журналов Библиотеки газет (Hemeroteca) расположена в отдельном здании.

## История
Фундамент был заложен постановлением муниципалитета от 11 октября 1909 г. 7 сентября 1910 г. заложен  первый камень  и открыта библиотека 24 июля 1912 г. с собранием в 9000 томов.

Библиотека была основана судьей и  доктором  Хуаном Альваресом  (1878—1954), который в 1909 году обратился к мэру  города Исидро Кироге: 
«В этом 200-тысячном городе нет ни одной публичной библиотеки, которая могла бы достойно выполнять возложенную на неё роль».
В 1909 проект был утвержден,  строительство велось два года в Патио дель Меркадо, напротив Пасахе Сентено (ныне небольшая улица Пасахе Хуана Альварес).

Библиотека была официально открыта 24 июля 1912 года. В то время глава Университета Ла-Плата Хоакин Виктор Гонсалес в своей лекции заявил, что должно было стать девизом библиотеки: 
«Знать — значит любить, а игнорировать — ненавидеть». 
Этот девиз напечатан на входе в читальный зал.
В том же году была сформирована сообщество El Círculo de la Biblioteca с целью организации концертов, лекций, художественных выставок и встреч.  El Círculo не было постоянного места проведения мероприятий до 1943 года, когда они приобрели сильно разрушенные помещения театра La pera (который собирались снести), а затем переименовали в  театр El Círculo.
Газетно-журнальное хранилище было открыто в 1949 году. В том же году библиотека была передана муниципалитету. Имя основателя библиотеки Хуана Альвареса было добавлено к библиотеке в 1956 году, через да года после его смерти.
Постоянный рост библиотеки потребовал нескольких реформ, пока не пришлось полностью отреставрировать и перестроить здание. Современное состояние здание приобрело в 1989 году.
После этого несколько раз реконструировали, последний раз в 2019 году.

## Современное состояние
Библиотека имеет важный газетный архив , хранилище материалов ООН, открытый в 1949 году. В нем 186 000 книг, находящихся на цокольном складе и в верхних галереях Читального зала.
В секторе  открытого доступа, в читальном зале, также есть 2000 романов и книг других жанров.
В читальном зале 190 учебных мест. Это идеальное место, чтобы ознакомиться с работами в библиотеке. В этом зале читатель может подойти к полкам и свободно выбрать интересующую  его книгу.

## Депозитарная библиотека ООН
Аргентинская Библиотека Хуана Альвареса является официальной библиотекой-хранилищем (DL-138) системы Организации Объединённых Наций (DEPOLIB) с апреля 1957 года.